# Iazlivciîk, Brodî
Iazlivciîk (în ucraineană Язлівчик) este localitatea de reședință a comunei Iazlivciîk din raionul Brodî, regiunea Liov, Ucraina.

## Demografie
Componența lingvistică a localității Iazlivciîk
     Ucraineană (99,49%)
     Alte limbi (0,51%)
Conform recensământului din 2001, majoritatea populației localității Iazlivciîk era vorbitoare de ucraineană (99,49%), existând în minoritate și vorbitori de alte limbi.